# Peziza indiscreta
Peziza indiscreta är en svampart som beskrevs av W. Phillips & Plowr. 1880. Peziza indiscreta ingår i släktet Peziza och familjen Pezizaceae.   Inga underarter finns listade i Catalogue of Life.